# Estación de La Felguera
La Felguera es una estación de ferrocarril situada en el municipio español de Langreo, en el Principado de Asturias. Forma parte de la línea C-2 de Cercanías Asturias y dispone de servicios de pasajeros.

## Situación ferroviaria
La estación se encuentra situada en el punto kilométrico 16,519 de la línea férrea de ancho ibérico que une Soto de Rey con El Entrego a 207,3 metros de altitud. El tramo es de vía única y está electrificado.

## Historia
La estación fue abierta al tráfico el 1 de julio de 1894 con la apertura de la línea Soto de Rey-Ciaño. Este ferrocarril de clara vocación minera e industrial fue construido por Norte aunque la concesión inicial la obtuvo el Conde Sizzo-Noris en 1888 quien residió en La Felguera para fundar una fábrica junto a la estación. Norte explotó el trazado hasta su desaparición en 1941 con la nacionalización del ferrocarril en España y la creación de RENFE. 
A comienzos de la década de 1990 se derriba la vieja estación para construir una más moderna. De ésta partía un ramal que llegaba a los Altos Hornos de La Felguera.
Desde el 31 de diciembre de 2004 Renfe Operadora explota la línea mientras que Adif es la titular de las instalaciones ferroviarias.

## Servicios ferroviarios

### Cercanías
Forma parte de la C-2 de Cercanías Asturias. Conecta por tanto con Oviedo, continuando sin necesidad de transbordo en la mayoría de tramos horarios con C-3, por lo que continúa el viaje hasta Avilés/San Juan de Nieva. La frecuencia habitual de trenes es de un tren cada 60 minutos. La estación cuenta con máquinas de billetes, venta manual, aseos y cafetería.
| procedencia/destino | < estación | Línea | estación > | destino/procedencia |
| ------------------- | ---------- | ----- | ---------- | ------------------- |
| Llamaquique         | Barros     |       | Sama       | El Entrego          |